# Lubukraya
Lubukraya és una estratovolcà d'andesita que es troba a l'illa de Sumatra. El seu cim s'eleva fins als 1.862 msnm. Presenta un ample cràter trencat pel sud i un dom de lava, també al sud del volcà. Es desconeix quan va tenir lloc la seva darrera erupció.